# حالات مرضية مرافقة لاضطرابات طيف التوحد
اضطرابات طيف التوحد (اختصارًا ASD) هي اضطرابات نمائية ناشئة في مرحلة الطفولة المبكرة، ومستمرة خلال مرحلة البلوغ، إذ تؤثر على ثلاث نواح من النماء: التواصل، والتفاعل الاجتماعي والأنماط المقيدة للسلوك. يوجد الكثير من الحالات المرضية المرافقة لاضطرابات طيف التوحد مثل متلازمة الكروموسوم إكس الهش والصرع.
في الطب والطب النفسي، تُعرّف المراضة المشتركة على أنها وجود حالة أو أكثر من الأمراض الإضافية المصاحبة للمرض الأساسي، أو تأثير هذه الحالات المرضية الإضافية. تترافق 10-15% من حالات التوحد بحالة مندلية (الجين المفرد)، أو اضطراب صبغي أو متلازمة وراثية أخرى قابلة للتمييز، بينما ترتبط اضطرابات طيف التوحد بدورها مع العديد من الاضطرابات الجينية، إذ ينجم هذا الارتباط عن تداخل المسببات الجينية.
يُعد التفريق بين اضطرابات طيف التوحد والتشخيصات الأخرى أمرًا صعبًا نتيجة تداخل سمات اضطرابات طيف التوحد مع أعراض الاضطرابات الأخرى، إلى جانب خصائص اضطرابات طيف التوحد التي تزيد صعوبة الإجراءات التشخيصية التقليدية.

## الحالات المرافقة

### القلق
تنتشر اضطرابات القلق بشكل شائع بين الأطفال والبالغين المصابين باضطرابات طيف التوحد. تختلف الأعراض في معظم الحالات بناءً على العمر، ومستوى الوظيفة المعرفية، ودرجة الاضطراب الاجتماعي والصعوبات المحددة التابعة لاضطرابات طيف التوحد. من غير الشائع تشخيص مرضى اضطرابات طيف التوحد بعدد من اضطرابات القلق، مثل اضطراب القلق الاجتماعي واضطراب القلق العام، إذ تفسر اضطرابات طيف التوحد هذه الأعراض بشكل أفضل، وغالبًا ما يصعب تمييز منشأ الأعراض، مثل التأكد القهري، كجزء من اضطرابات طيف التوحد أو كمشكلة قلق مرافقة. يتراوح معدل انتشار اضطرابات القلق بين الأطفال المصابين باضطرابات طيف التوحد من 11% إلى 84%؛ يعود هذا النطاق الواسع على الأرجح إلى الاختلافات في طرق إجراء الدراسات.
قدمت منظمة تعاون كامبل دراسة مرجعية لخصت فيها الأدلة المتاحة حول التدخلات المستخدمة في تخفيف القلق لدى أطفال المدارس المصابين باضطراب طيف التوحد. شملت المراجعة 24 دراسة مختلفة، وأشارت إلى استخدام 22 دراسة منها لنهج العلاج المعرفي السلوكي (سي بي تي). أظهرت المراجعة فعالية متوسطة إلى مرتفعة للعلاج المعرفي السلوكي في تخفيف القلق لدى أطفال المدارس المصابين باضطراب طيف التوحد، لكن تباينت هذه الفعالية بالاعتماد على كيفية الإبلاغ عنها، عبر الأطباء السريرين، أو الوالدين أو الإبلاغ الذاتي. أظهرت العلاجات الفردية وتلك التي تشمل الوالدين فعالية أكبر من العلاجات الجماعية.

### ضبابية الدماغ
تتكون ضبابية الدماغ من مجموعة من الأعراض التي تشمل الضعف المعرفي، وانعدام القدرة على التركيز وتعدد المهام إلى جانب خسارة في الذاكرتين قصيرة الأمد وطويلة الأمد. قد تظهر ضبابية الدماغ لدى المرضى المصابين باضطراب طيف التوحد (إيه إس دي). مع ذلك، ما يزال انتشار المرض مجهول.

### اضطراب ثنائي القطب
غالبًا ما يترافق اضطراب ثنائي القطب، أو الاكتئاب الهوسي، مع عدد من الحالات، بما في ذلك التوحد. يشمل التوحد عددًا من الأعراض الموجودة بشكل شائع في اضطرابات القلق والمزاج.

### داء الأمعاء
تُعد الأعراض الهضمية إحدى أشكال المراضة المشتركة الشائعة لدى مرضى اضطرابات طيف التوحد (إيه إس دي)، على الرغم من عدم فهم الآليات الكامنة خلف ذلك. تشمل الأعراض الهضمية، المبلغ عنها بواسطة أداة مسجلة مطورة بواسطة ماير، وبادوفا وتيليش (2014) والملاحظة لدى 25% على الأقل من المشاركين، كلًا من ألم البطن، والإمساك، والإسهال وانتفاخ البطن. يتعرض هضم الكربوهيدرات ونقلها لاضطرابات لدى الأفراد المصابين باضطراب طيف التوحد، إذ يُعتقد أن ذلك ناجم عن الاضطرابات الوظيفية المسببة لزيادة نفوذية الأمعاء، وضعف النشاط الإنزيمي لثنائيات السكريد، وزيادة الإفراز البنكرياسي الصفراوي المحفز بالسيكرتين وخلل النبيت البرازي بالمطثيات. قد تؤدي الوظيفة الهضمية المتغيرة المترافقة مع الألم إلى تحريض حدوث مشاكل التغذية والسلوكيات السلبية، بما في ذلك إيذاء النفس، لدى الأفراد المصابين بالتوحد.

### الاكتئاب
أظهرت دراسات عديدة حدوث الاضطراب الاكتئابي الشديد كإحدى الحالات المرضية المرافقة الأكثر شيوعًا لدى الأشخاص المصابين باضطراب طيف التوحد، ويُعتقد أن نسبة تطوره وحدوثه أعلى لدى الأشخاص ذوي الأداء الوظيفي المرتفع خلال مرحلة المراهقة، أي عند تطوير الفرد لإدراك أكبر باختلافاته عن الآخرين. بالإضافة إلى ذلك، تعتمد أعراض الاكتئاب في اضطرابات طيف التوحد على مستوى الأداء الوظيفي المعرفي للفرد، إذ يظهر الأطفال منخفضي الأداء الوظيفي مشاكل سلوكية أكبر بينما يظهر أقرانهم مرتفعي الأداء الوظيفي أعراض اكتئاب تقليدية أكثر.

### خلل الأداء التنموي
تشمل المظاهر الأولية لمتلازمة أسبرجر وغيرها من المخططات التشخيصية الأخرى أوصافًا لخلل الأداء التنموي. قد يتأخر الأطفال المصابون باضطراب طيف التوحد في اكتساب المهارات الحركية المتطلبة لبراعة حركية، مثل ركوب الدراجة أو فتح الجرة، وقد يبدون محرجين أو «غير مرتاحين حيال أنفسهم». قد يظهرون خللًا في التنسيق، أو وضعية وطريقة مشي غريبة أو متوثبة، أو خط اليد السيء، أو اضطرابات أخرى في البراعة/اليد أو مشاكل في التكامل البصري الحركي، والمهارات البصرية الإدراكية والتعلم المفاهيمي. قد يختبرون أيضًا بعض المشاكل في استقبال الحس العميق (الإحساس بوضع الجسم) على مقياس خلل الأداء التنموي، مثل التوازن، والمشية الترادفية وموضع الإبهام-الأصابع.

### الصرع
يرتبط اضطراب طيف التوحد أيضًا مع الصرع، مع اختلاف في خطر الإصابة بالصرع بسبب العمر، والمستوى المعرفي ونوع اضطراب اللغة. يعاني واحد من كل أربعة أطفال مصابين بالتوحد من النوبات، التي تبدأ غالبًا في مرحلة الطفولة المبكرة أو المراهقة. قد تسبب النوبات، الناجمة عن النشاط الكهربائي الشاذ في الدماغ، فقدًا مؤقتًا في الوعي («غشيان»)، أو اختلاج الجسم، أو حركات غير طبيعية أو فترات تحديق. تمثل قلة النوم أو الحمة عاملًا مساهمًا في بعض الحالات. يمكن استخدام «إي إي جي» من أجل تأكيد وجود النوبات. نموذجيًا، يحدث بدء الصرع قبل سن الخامسة أو خلال البلوغ، ويُعد أكثر شيوعًا لدى الإناث والأفراد المصابين بإعاقة ذهنية مرافقة.

### متلازمة الكروموسوم إكس الهش
تمثل متلازمة الكروموسوم إكس الهش الشكل الوراثي الأكثر شيوعًا للإعاقة الذهنية. تعود تسميته إلى امتلاك أحد أجزاء الكروموسوم إكس قطعة معيبة، إذ تبدو مضغوطة وهشة عند وضعها تحت المجهر. تصيب متلازمة الكروموسوم إكس الهش ما يقارب اثنين إلى خمسة في المئة من الأشخاص المصابين باضطراب طيف التوحد. في حال امتلاك أحد الأطفال الكروموسوم إكس الهش، يصل احتمال إصابة الأطفال الذكور المولودين لنفس الوالدين بمتلازمة الكروموسوم إكس الهش إلى 50% (انطر الوراثة المندلية). قد يرغب أفراد الأسرة الآخرون ممن يخططون للإنجاب بالخضوع لفحص المتلازمة.

### اضطراب الهوية الجندرية
اضطراب الهوية الجندرية هو أحد التشخيصات التي تُعطى للأشخاص (مثل المتحولين جنسيًا) الذين يعانون من عدم الراحة تجاه هويتهم الجندرية. تزداد احتمالية اختبار الأفراد المصابين بالتوحد لاضطراب الهوية الجندرية. وصلت نسبة الأفراد الخاضعين لتقييم الهوية الجندرية في العيادات ممن أبلغوا عن خصائص اضطرابات طيف التوحد إلى 20%.